# ويلمار رولدان
ويلمار أليكساندر رولدان بيريز (بالإسبانية: Wilmar Alexander Roldán Pérez)‏ (ولد في 24 يناير 1980)، هو حكم كرة قدم كولومبي. بدأ مسيرته التحكيمية بالدوري المحلي بعام 2003، وأصبح حكمًا دوليًا في 2008.
تم اختياره لأول مرة لإدارة مباريات بمسابقة كوبا أمريكا في عام 2011، وقد أدار مباراتين في مرحلة المجموعات بالإضافة إلى مباراة تحديد المركز الثالث التي جمعت بين منتخب فنزويلا ومنتخب بيرو. رولدان أيضًا قام بإدارة مباراة بالمسابقة الأولمبية 2012، وتصفيات كأس العالم 2014.
في مارس 2013، تم اختيار رولدان بقائمة الحكام المرشحين لمسابقة كأس العالم 2014 المقرر إقامتها في البرازيل والذين بلغ عددهم 52 حكم مرشح. قام الاتحاد الدولي لكرة القدم بضمه بقائمة الحكام الرسمية بالإضافة إلى حكامه المساعدين في يناير 2014. وقد أدار مباراة جمعت بين منتخب المكسيك ومنتخب الكاميرون.

## وصلات خارجية
- ويلمار رولدان على موقع Soccerway.com (الإنجليزية)
- ويلمار رولدان على موقع أوليمبيديا (الإنجليزية)

- ملف تعريفي لويلمار رولدان موقع SoccerWay
- ملف تعريفي لويلمار رولدان موقع World Referee